# Яннаккони, Джузеппе
Джузеппе Яннаккони (итал. Giuseppe Jannacconi; 1740 год, Рим, Папская область — 16 марта 1816 года, там же) — итальянский композитор и музыкальный педагог. Последний представитель римской музыкальной школы, главным представителем которой был Джованни Пьерлуиджи Палестрина.

## Биография
Джузеппе Яннаккони родился в Риме в 1741 году. Обучался музыке у Сокорсо Ринальдини, певца папской капеллы, который преподавал ему вокал, контрапункт и игру на органе. Затем учился у иезуита Гаэтано Карпини, хормейстера в церкви Святого Имени Иисуса в Риме. Завершил музыкальное образование у Муцио Клементи. В годы учёбы подружился с Паскуале Пизари, который познакомил его с контрапунктом традиционным для римской школы. В то же время сам он, впечатлённый объёмом знаний Джузеппе Яннаккони, присвоил ему эпитет достойного преемника римской полифонической школы.
В 1779 согласился занять место капельмейстера кафедрального собора в Милане, но вскоре ему пришлось уступить это место Джузеппе Сарти. Вернувшись в Рим, посвятил себя преподаванию в сиротском приюте. Основал музыкальную школу в Риме. Его учениками были Валентино Фиораванти, Джузеппе Баини и Франческо Базили. В 1811 году был принят на место капельмейстера Юлианской капеллы в соборе Святого Петра в Ватикане.
Джузеппе Яннаккони умер в Риме от инсульта 16 марта 1816 года. Панихида по композитору прошла в церкви Святых Апостолов с исполнением Реквиема, написанного в память о нём Франческо Базили.

## Творческое наследие
Творческое наследие композитора включает многочисленные сочинения церковной музыки, в том числе богослужения — «Месса фа мажор» (лат. Messa in fa) для 2 теноров, баса, 2 скрипок и органа (1768), «Месса соль мажор» (лат. Messa in sol) для 4 голосов и органа (1768), «Папская месса ре минор» (лат. Missa pontificia in re minore) для 8 голосов (1782), а также мессы для 8 голосов и органа — «Месса до мажор» (лат. Messa in do) (1811), «Месса соль мажор» (лат. Messa in sol) (1811), «Месса ре минор» (лат. Messa in re minore) (1813), «Месса си бемоль мажор» (лат. Messa in si bemolle) (1813), «Месса ля мажор» (лат. Messa in la) (1813) и многие другие произведения церковной музыки.